# Mudança Democrática (Sudão do Sul)
Mudança Democrática (árabe : التغيير الديمقراطي), também conhecido anteriormente como Movimento Popular de Libertação do Sudão - Mudança Democrática  ou  MPLS-DC, é um partido político do  Sudão do Sul que atualmente, possui dois representantes na Assembleia Legislativa, tornando-se o segundo maior partido no Sudão do Sul depois do Movimento Popular de Libertação do Sudão. 
O partido foi fundado em junho de 2009 por Lam Akol para competir na eleição sudanesa de 2010 e agir como uma alternativa ao Movimento Popular de Libertação do Sudão.